# Franz von Werneck

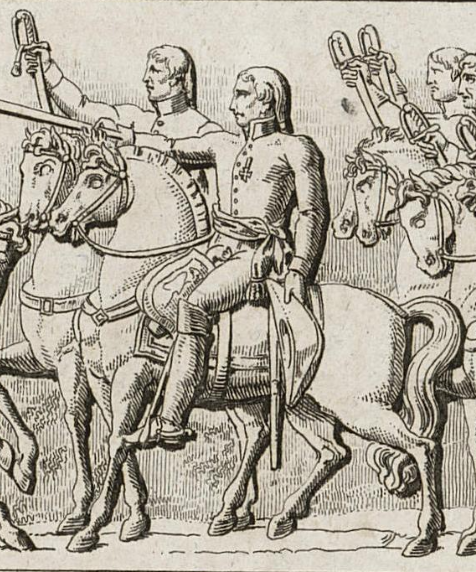
Franz von Werneck (P.-N. Bergeret, 1822)

Franz Freiherr von Werneck (* 19. Juli 1748 in Stuttgart; † 17. Januar 1806 in Königgrätz) war ein österreichischer Feldmarschallleutnant.

## Leben
Er trat mit sechzehn Jahren als Oberleutnant in ein österreichisches Infanterieregiment ein. Kurze Zeit später wurde er zum Hauptmann, aber erst 1784 zum Oberst befördert. Er zeichnete sich im Krieg gegen die Osmanen zwischen 1787 und 1792 verschiedentlich aus. Besonders tat er sich beim Sturm auf Belgrad am 30. September 1789 hervor. Er wurde daraufhin zum Generalmajor befördert und erhielt 1790 das Ritterkreuz des Maria-Theresien-Ordens.
Er kämpfte seit 1792 im ersten Koalitionskrieg und zeichnete sich in der Schlacht von Jemappes aus. Im Jahr 1793 war er unter anderem an der Schlacht bei Neerwinden, der Belagerung von Valenciennes und der erfolglosen Belagerung von Dünkirchen beteiligt. In den folgenden beiden Jahren diente er weiterhin auf dem niederländischen Kriegsschauplatz. Im Juni 1794 führte er in der Schlacht von Fleurus und wurde zum Feldmarschallleutnant befördert. Unter Erzherzog Karl kommandierte er 1796 die Grenadierdivision der österreichischen Armee in der Schlacht bei Wetzlar. Allerdings hat Werneck dabei verschiedene Fehler gemacht und sank in der Gunst des Erzherzogs. In der Schlacht von Würzburg am 2. September 1796 machte er die Fehler wieder wett, trug entscheidend zum Sieg bei und wurde mit dem Kommandeurskreuz des Maria-Theresien-Ordens ausgezeichnet.
In der Folge erhielt er das Kommando über ein 33.000 Mann starkes Korps, dass den Niederrhein sichern sollte. Seine Truppen wurden am 18. April 1797 durch den Rheinübergang der Franzosen unter Lazare Hoche überrascht und in der Schlacht von Neuwied in die Flucht geschlagen. Die Schuld an dieser schweren Niederlage lastete man von Werneck und dem Feldmarschallleutnant Kray an. Angeblich war seine Spielleidenschaft schuld daran, dass er zu spät auf dem Schlachtfeld erschien.
Statt ihn vor ein Kriegsgericht zu stellen, wurde er mit halbem Sold pensioniert. Erst zu Beginn des dritten Koalitionskrieges wurde von Werneck im Jahr 1805 reaktiviert. Er bekam das Kommando über ein Korps bei der Hauptarmee unter Mack. Murat besiegte die Nachhut Wernecks bei Langenau und vernichtete sie fast vollständig. Auch die Hauptarmee von Wernecks wurde am 17. Oktober in die Flucht geschlagen. Mit nur wenigen tausend Mann musste er am 18. Oktober 1805 kapitulieren. Von Werneck wurde später vor ein Kriegsgericht gestellt. Gesundheitlich angeschlagen, starb er an einem Schlaganfall in Königgrätz. Dadurch konnte der Prozess gegen ihn nicht mehr abgeschlossen werden.